# Arcidiocesi di Auch

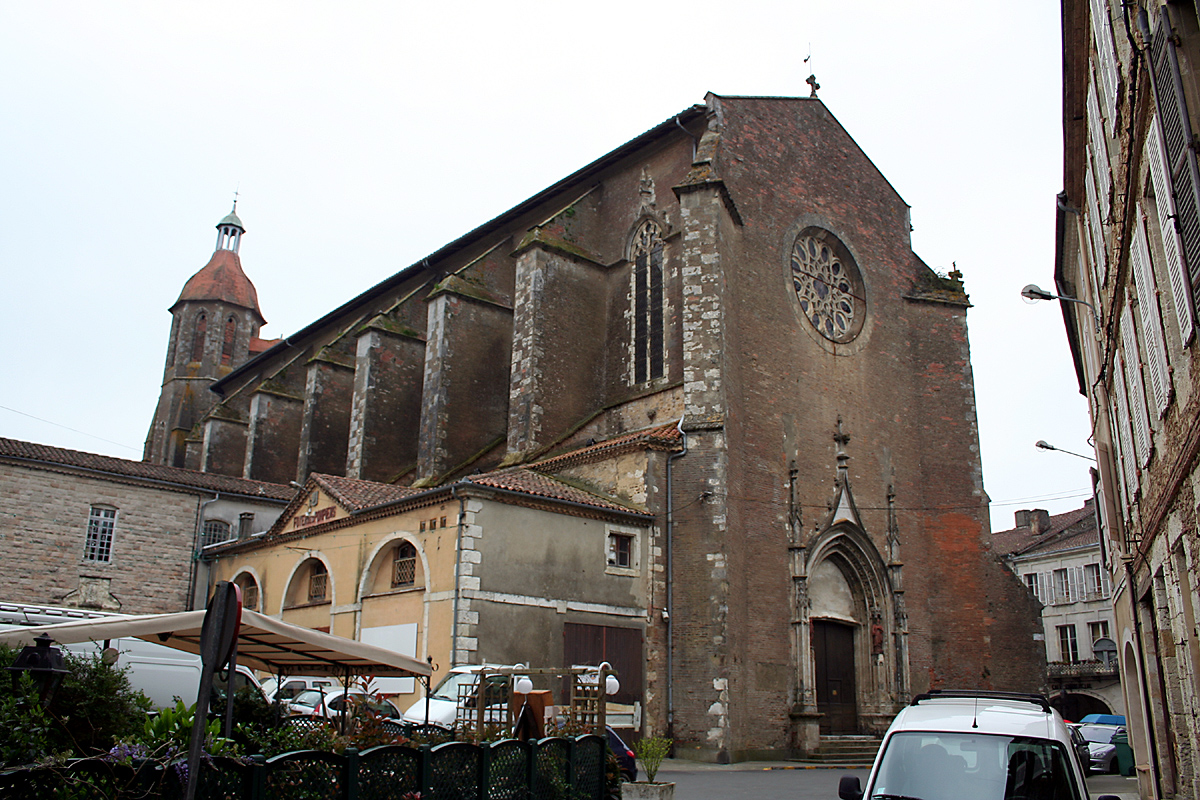
La concattedrale di San Luperco di Eauze.

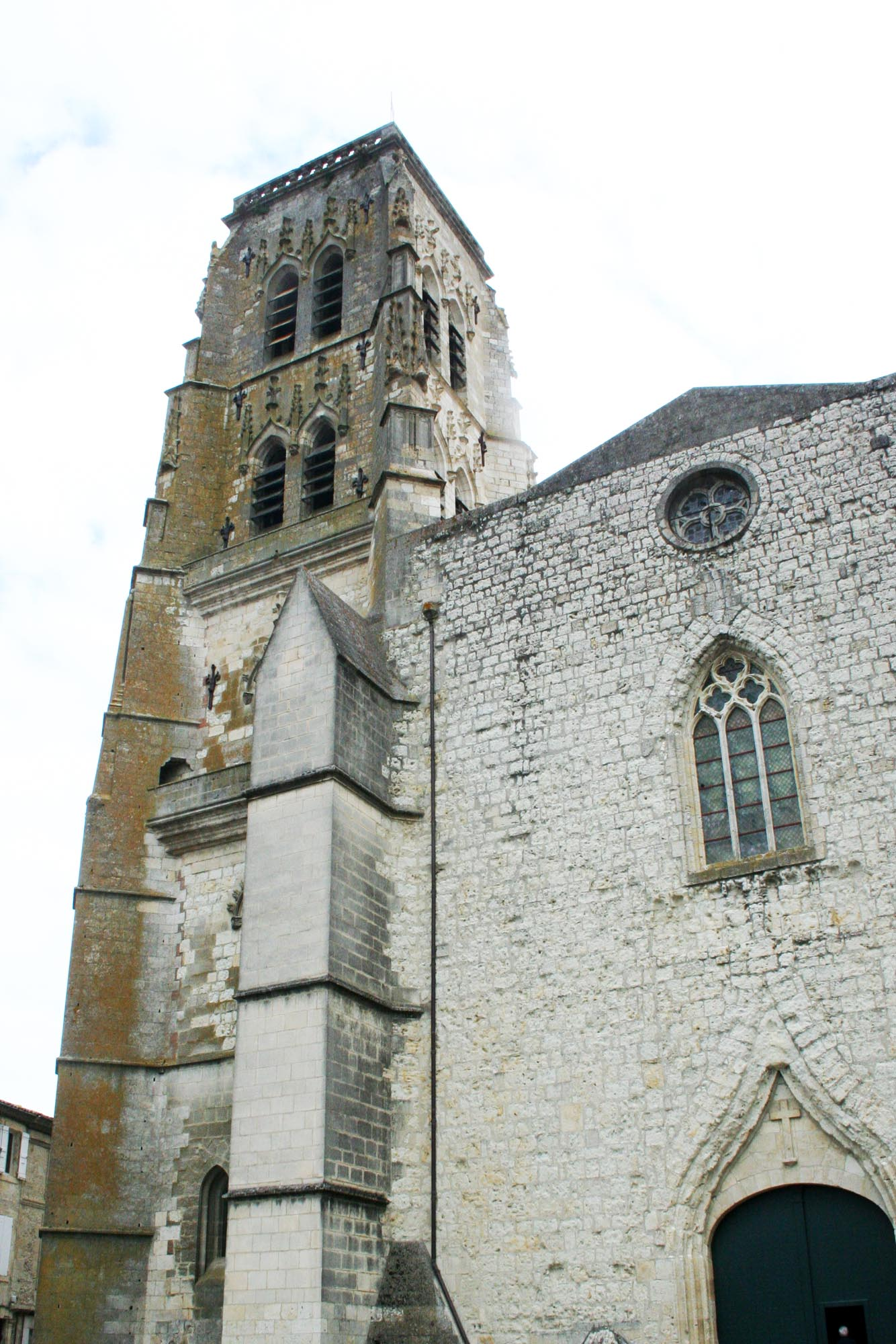
L'ex cattedrale dei Santi Gervasio e Protasio di Lectoure.

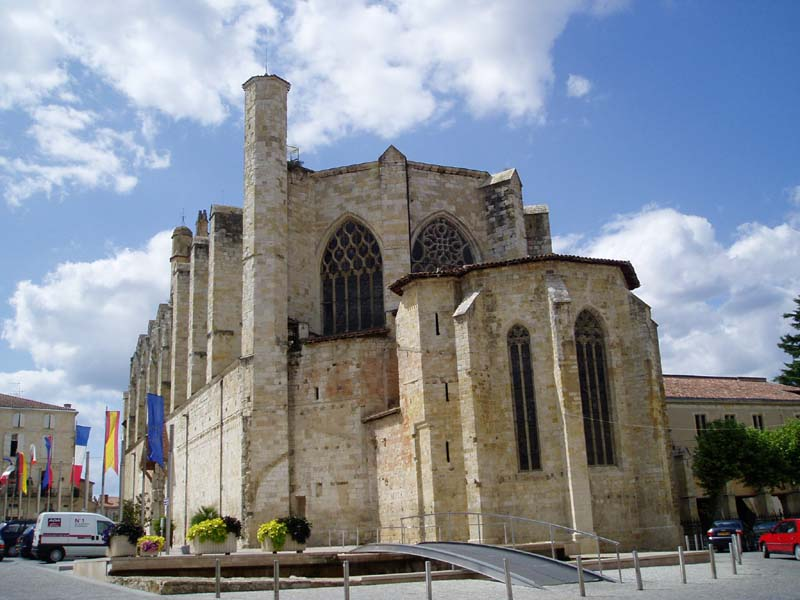
L'ex cattedrale di San Pietro di Condom.

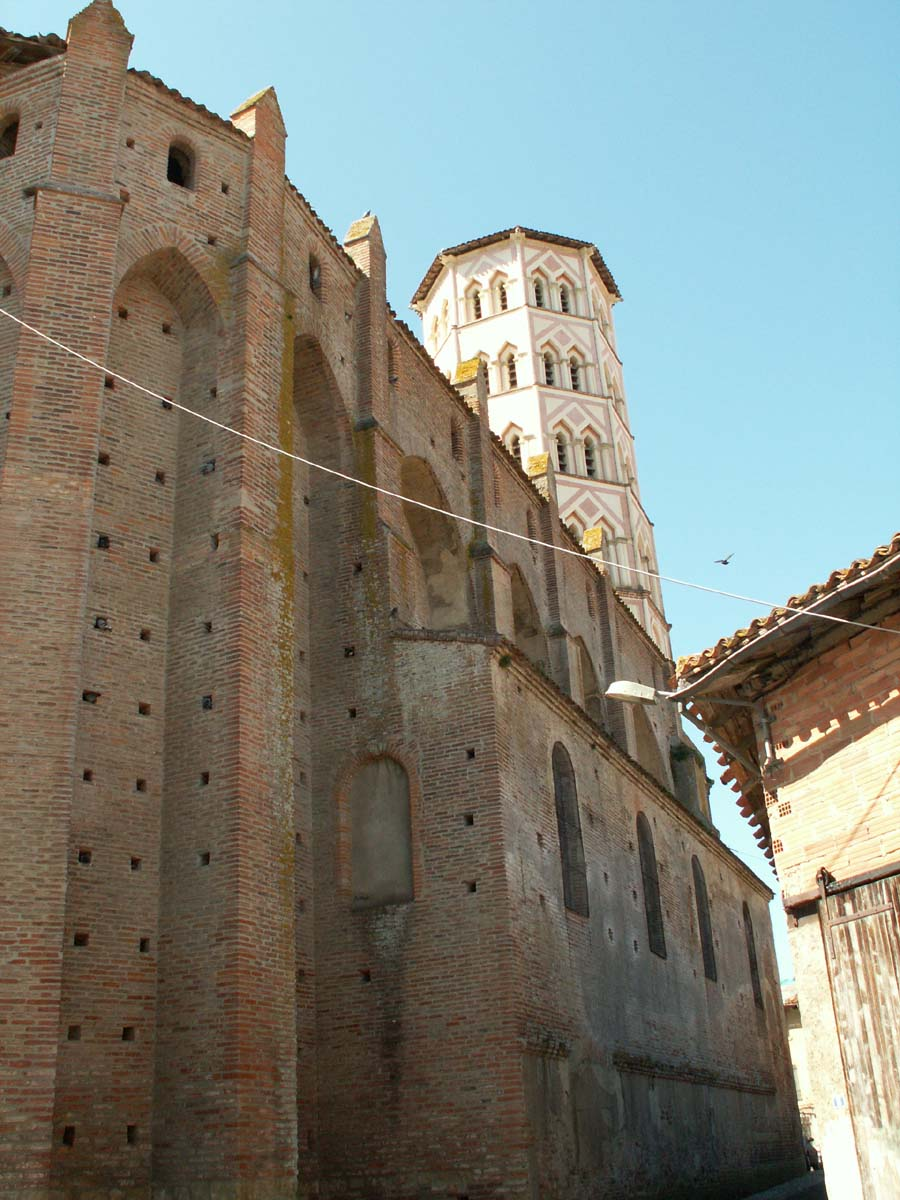
L'ex cattedrale di Santa Maria di Lombez.

L'arcidiocesi di Auch (in latino Archidioecesis Auxitana) è una sede della Chiesa cattolica in Francia suffraganea dell'arcidiocesi di Tolosa. Nel 2022 contava 160.010 battezzati su 191.377 abitanti. È retta dall'arcivescovo Bertrand Lacombe.

## Territorio
L'arcidiocesi comprende il dipartimento francese di Gers.
Sede arcivescovile è la città di Auch, dove si trova la cattedrale di Santa Maria. A Eauze si trova la concattedrale di San Luperco. Nel territorio della diocesi sorgono tre chiese ex cattedrali: la chiesa dei Santi Gervasio e Protasio a Lectoure, la chiesa di San Pietro a Condom e la chiesa di Santa Maria a Lombez.
In seguito alla riorganizzazione territoriale dell'arcidiocesi, a partire dal terzo millennio il numero delle parrocchie è stato ridotto da oltre 500 a 26, raggruppate in 3 poli missionari: Armagnac-Rivière basse, Auch-Astarac, Porte di Guascogna.

## Storia
La diocesi fu eretta in epoca antica difficilmente determinabile. La tradizione attribuisce l'evangelizzazione del territorio di Auch a san Saturnino di Tolosa o a san Cerato. Tuttavia il primo vescovo che si può attribuire con una qualche certezza alla sede di Auch è sant'Orenzio, vissuto verso l'inizio del V secolo e ricordato nel martirologio alla data del 1º maggio. Storicamente i primi riscontri della diocesi risalgono al concilio di Agde del 506, a cui assisteva il vescovo Nicezio.
In una lettera dell'879 scritta da papa Giovanni VIII, il vescovo Ayrard è qualificato per la prima volta con il titolo di arcivescovo, segnando l'elevazione di Auch ad arcidiocesi metropolitana. L'elevazione a sede metropolitana avvenne contemporaneamente alla soppressione, causa le distruzioni apportate prima dai Saraceni e poi dai Normanni, dell'arcidiocesi di Eauze, il cui territorio fu incorporato in quello di Auch. La metropolia di Auch comprendeva le diocesi dell'antica provincia romana di Novempopulana: Dax, Lectoure, Comminges, Couserans, Lescar, Aire, Bazas, Tarbes, Oloron e Bayonne.
A partire dall'XI secolo l'arcidiocesi appare suddivisa in arcidiaconati, il cui numerò variò da un minimo di otto ad un massimo di 21. Con il XIII secolo il territorio fu suddiviso in arcipreture; poco prima della rivoluzione francese, l'arcidiocesi contava 359 parrocchie raggruppate in 30 arcipreture.
La cattedrale fu ricostruita a partire dal 1189 ed ultimata nel XVI secolo. Il capitolo, composto di 20 canonici, seguì per un certo periodo la regola di sant'Agostino fino alla sua secolarizzazione nel 1518.
All'arcivescovo Henri de La Mothe-Houdancourt si deve la fondazione del seminario nel 1667 che, a partire dal 1688, fu affidato ai Gesuiti.
A partire dal XVII secolo gli arcivescovi di Auch avevano il titolo di primate della Novempopulana e delle due Navarre e di signore di Auch; nel 1829 fu restaurato il primo di questi titoli.
In seguito al concordato con la bolla Qui Christi Domini di papa Pio VII del 29 novembre 1801 l'arcidiocesi fu soppressa e il suo territorio incorporato in quello della diocesi di Agen.
Nel giugno del 1817 fra Santa Sede e governo francese fu stipulato un nuovo concordato, cui fece seguito il 27 luglio la bolla Commissa divinitus, con la quale il papa restaurava la sede metropolitana di Auch. Tuttavia, poiché il concordato non entrò in vigore in quanto non ratificato dal Parlamento di Parigi, questa erezione non ebbe effetto.
Il 6 ottobre 1822 l'arcidiocesi fu definitivamente ristabilita con la bolla Paternae caritatis del medesimo papa Pio VII, ricavandone il primitivo territorio dalla diocesi di Agen e aggiungendovi quello delle sedi soppresse di Condom, di Lectoure e di Lombez. Ebbe allora come suffraganee le diocesi di Aire, di Tarbes e di Bayonne, già previste nel 1817.
A Auch furono celebrati, nel corso del secondo millennio, alcuni sinodi provinciali. Si ricordano quelli del 1068, del 1280, del 1300, del 1305 e l'ultimo celebrato nel 1851.
Il 29 giugno 1908 con il decreto Romanos Pontifices della Sacra Congregazione Concistoriale agli arcivescovi di Auch fu riconosciuto il titolo di vescovi di Condom, di Lectoure e di Lombez, sedi soppresse che ricadono nel territorio della presente diocesi.
L'8 dicembre 2002, con la riorganizzazione delle circoscrizioni ecclesiastiche francesi, l'arcidiocesi ha perso la dignità metropolitica, pur conservando il titolo arcivescovile, ed è entrata a far parte della provincia ecclesiastica di Tolosa. Al momento della sua soppressione la provincia ecclesiastica di Auch comprendeva le tre diocesi di Bayonne, Tarbes e Lourdes, Aire e Dax.

## Cronotassi dei vescovi
Un cartulario della Chiesa di Auch include un catalogo di vescovi compilato nel XIII secolo, e che contiene 65 nomi fino a Garsie de Lhort († 1225) con gli anni di episcopato. Il catalogo è ritenuto inaffidabile, perché confonde i vescovi di Auch con gli arcivescovi di Eauze, suppone che la sede di Auch sia nata in seguito alla scomparsa di Eauze, ignora vescovi documentati da testi storici ed elenca molti vescovi noti solo al catalogo stesso; infine la cronologia riportata è incompatibile con i dati storici acquisiti. Secondo Degert, esso «è indegno di ogni fiducia»; Duchesne è della stessa opinione.
Nella presente cronotassi, si omettono i periodi di sede vacante non superiori ai 2 anni o non storicamente accertati.
- Sant'Orenzio † (inizio del V secolo)[5]
- Nicezio † (prima del 506 - dopo il 511)[6]
- Proculeiano † (prima del 533 - dopo il 551)[7]
- Fausto † (menzionato nel 585)
- Saio o Fabio † (585 succeduto - ?)[8]
- Dracoaldo † (inizio VII secolo)[9]
- Auderico † (menzionato nel 627)[10]
- San Leotadio (o Leocadio) † (menzionato nel 673/675)[11]
- Isamberto † (? - prima nell'836 deceduto)[12]
- Airardo † (menzionato nell'879)
- Idulfo † (menzionato nel 975)[13]
- Oddone † (menzionato nel 982)
- Garsia † (menzionato nel 985)
- Ottone † (988 - 1025)
- Garsie de Labarthe † (1025 - 1036)[14]
- Raymond Copa † (1036 - 1042)[14]
- Sant'Austinde † (1042 - 27 luglio 1068 deceduto)
- Guillaume de Montaut[15] † (1068 - 17 aprile 1096 deceduto)
- Raymond de Pardiac † (1096 - 10 ottobre 1118 deceduto)
- Bernard de Sainte-Christie † (1118 - 1126 deceduto)
- Guillaume d'Andozile † (1126 - 1170 deceduto)
- Gérault de Labarthe † (dopo il settembre 1170 - 1191 deceduto)
- Bernard de Sédirac † (1192 - 1200)
- Bernard de Montaut † (1201 - 1211[16] o 1214 deposto?)[17]
- Garsie de Lhort † (dopo aprile 1213 - 12 maggio 1225 deceduto)
- Amanieu de Gresinhac † (1226 - 1242 deceduto)
- Hugues de Pardailhan † (1244 - 1245)[18]
- Hispan de Massas[19] † (circa 1245 - 1261)
- Amanieu d'Armagnac † (30 ottobre 1262 - 11 maggio 1318)
- Guillaume de Flavacourt † (26 agosto 1323 - 18 gennaio 1357 nominato arcivescovo di Rouen)
- Arnaud Aubert † (18 gennaio 1357 - 11 giugno 1371 deceduto)
- Jean Roger de Beaufort † (27 luglio 1371 - 27 agosto 1375 nominato arcivescovo di Narbona)
- Obbedienza avignonese:
  - Jean de Cardaillac † (24 gennaio 1379 - 20 maggio 1379) (amministratore apostolico)
  - Jean Flandrin † (20 maggio 1379 - 17 ottobre 1390 dimesso)
  - Jean d'Armagnac † (17 ottobre 1390 - 8 ottobre 1408 deceduto)
- Obbedienza romana:
  - Philippe d'Alençon † (27 agosto 1375 - circa 1380 dimesso) (amministratore apostolico)
  - Pierre d'Anglade de Montbrun, O.P. † (circa 1380 - 30 aprile 1388 nominato amministratore apostolico di Tarbes) (amministratore apostolico)
  - Raymond Garsie de Bayonne† (1388 - 15 luglio 1391) (amministratore apostolico)
  - Pierre d'Anglade de Montbrun, O.P. † (15 luglio 1391 - 1408) (amministratore apostolico, per la seconda volta)
- Bérenger Guillot † (10 dicembre 1408 - 14 febbraio 1425 nominato arcivescovo di Tiro)
- Philippe I de Lévis † (14 febbraio 1425 - 25 gennaio 1454 deceduto)
- Philippe II de Lévis † (29 marzo 1454 - 24 marzo 1463 nominato arcivescovo di Arles)
- Jean de Lescun † (14 marzo 1463 - 28 agosto 1483 deceduto)
- Francesco di Savoia † (20 ottobre 1483 - 6 ottobre 1490 deceduto)
- Jean-François de la Trémoille † (5 novembre 1490 - 19 giugno 1507 deceduto)
- François Guillaume de Castelnau-Clermont-Ludève † (4 luglio 1507 - 1538 dimesso)
- François de Tournon, C.R.S.A. † (14 giugno 1538 - 1551 dimesso)
- Ippolito d'Este † (22 aprile 1551 - 8 ottobre 1563 nominato arcivescovo di Arles)
- Luigi d'Este † (8 ottobre 1563 - 30 dicembre 1586 deceduto)
  - Sede vacante (1586-1599)[20]
- Léonard de Trapes, O.F.M.Cap. † (24 novembre 1599 - 29 ottobre 1629 deceduto)
- Dominique de Vic † (29 ottobre 1629 succeduto - giugno 1662 deceduto)
- Henri de La Mothe-Houdancourt † (24 marzo 1664 - 24 febbraio 1684 deceduto)
  - Sede vacante (1684-1692)
- Armand-Anne-Tristan de La Baume de Suze † (4 febbraio 1692[21] - 5 marzo 1705 deceduto)
- Augustin de Maupeou † (16 novembre 1705 - 12 giugno 1712 deceduto)
- Jacques des Maretz † (26 febbraio 1714 - 27 novembre 1725 deceduto)
- Melchior de Polignac † (20 febbraio 1726 - 20 novembre 1741 deceduto)
- Jean-François de Chastellard de Montillet de Grenaud † (9 luglio 1742 - 7 febbraio 1776 deceduto)
- Claude-Marc-Antoine d'Apchon de Corgenon † (20 maggio 1776 - 21 maggio 1783 deceduto)
- Louis-Apollinaire de La Tour du Pin-Montauban † (18 luglio 1783 - 24 ottobre 1801 dimesso)
  - Sede soppressa (1801-1822)
- André-Étienne-Antoine de Morlhon † (16 maggio 1823 - 14 gennaio 1828 deceduto)
- Louis-François-Auguste de Rohan-Chabot † (23 giugno 1828 - 15 dicembre 1828 nominato arcivescovo di Besançon)
- Joachim-Jean-Xavier d'Isoard † (15 dicembre 1828 - 7 ottobre 1839 deceduto)[22]
- Nicolas-Augustin de la Croix d'Azolette † (27 aprile 1840 - 20 maggio 1856 dimesso)
- Louis-Antoine de Salinis † (16 giugno 1856 - 30 gennaio 1861 deceduto)
- François-Augustin Delamare † (18 marzo 1861 - 26 luglio 1871 deceduto)
- Pierre-Henri Gérault de Langalerie † (27 ottobre 1871 - 12 febbraio 1886 deceduto)
- Louis-Joseph-Jean-Baptiste-Léon Gouzot † (26 maggio 1887 - 20 agosto 1895 deceduto)
- Matthieu-Victor-Félicien Balaïn, O.M.I. † (25 giugno 1896 - 13 maggio 1905 deceduto)
- Émile-Christophe Enard † (21 febbraio 1906 - 13 marzo 1907 deceduto)
- Joseph-François-Ernest Ricard † (15 aprile 1907 - 18 settembre 1934 dimesso[23])
- Virgile-Joseph Béguin † (24 dicembre 1934 - 2 marzo 1955 deceduto)
- Henri Audrain † (2 marzo 1955 succeduto - 16 aprile 1968 dimesso[24])
- Maurice-Mathieu-Louis Rigaud † (16 aprile 1968 - 29 dicembre 1984 deceduto)
- Gabriel Marie Étienne Vanel † (21 giugno 1985 - 1º marzo 1996 dimesso)
- Maurice Lucien Fréchard, C.S.Sp. † (6 settembre 1996 - 21 dicembre 2004 ritirato)
- Maurice Marcel Gardès (21 dicembre 2004 - 22 ottobre 2020 ritirato)
- Bertrand Lacombe, dal 22 ottobre 2020

## Statistiche
L'arcidiocesi nel 2022 su una popolazione di 191.377 persone contava 160.010 battezzati, corrispondenti all'83,6% del totale.
| anno | popolazione | popolazione | popolazione | presbiteri | presbiteri | presbiteri | presbiteri                | diaconi | religiosi | religiosi | parrocchie |
| anno | battezzati  | totale      | %           | numero     | secolari   | regolari   | battezzati per presbitero | diaconi | uomini    | donne     | parrocchie |
| ---- | ----------- | ----------- | ----------- | ---------- | ---------- | ---------- | ------------------------- | ------- | --------- | --------- | ---------- |
| 1948 | 189.350     | 191.455     | 98,9        | 338        | 322        | 16         | 560                       |         | 16        | 200       | 507        |
| 1959 | 180.000     | 185.111     | 97,2        | 290        | 274        | 16         | 620                       |         | 10        | 370       | 507        |
| 1970 | 180.000     | 181.577     | 99,1        | 214        | 206        | 8          | 841                       | 1       | 18        | 350       | 507        |
| 1980 | 170.400     | 177.600     | 95,9        | 171        | 166        | 5          | 996                       |         | 12        |           | 507        |
| 1990 | 173.000     | 181.100     | 95,5        | 143        | 139        | 4          | 1.209                     | 3       | 11        | 235       | 507        |
| 1999 | 153.000     | 174.000     | 87,9        | 115        | 110        | 5          | 1.330                     | 5       | 19        | 212       | 507        |
| 2000 | 153.000     | 174.421     | 87,7        | 114        | 109        | 5          | 1.342                     | 5       | 14        | 206       | 507        |
| 2001 | 152.500     | 172.335     | 88,5        | 114        | 110        | 4          | 1.337                     | 5       | 9         | 196       | 507        |
| 2002 | 152.500     | 172.335     | 88,5        | 110        | 107        | 3          | 1.386                     | 7       | 7         | 187       | 26         |
| 2003 | 152.500     | 172.335     | 88,5        | 107        | 106        | 1          | 1.425                     | 7       | 5         | 182       | 26         |
| 2004 | 152.500     | 172.335     | 88,5        | 104        | 103        | 1          | 1.466                     | 7       | 5         | 175       | 26         |
| 2006 | 154.000     | 173.700     | 88,7        | 99         | 97         | 2          | 1.555                     | 7       | 6         | 176       | 26         |
| 2012 | 167.745     | 192.561     | 87,1        | 84         | 82         | 2          | 1.996                     | 7       | 4         | 137       | 26         |
| 2015 | 168.500     | 196.800     | 85,6        | 71         | 71         |            | 2.373                     | 8       |           | 114       | 26         |
| 2018 | 169.120     | 198.582     | 85,2        | 63         | 62         | 1          | 2.684                     | 10      | 1         | 108       | 26         |
| 2020 | 160.402     | 191.091     | 83,9        | 53         | 49         | 4          | 3.026                     | 10      | 4         | 101       | 26         |
| 2022 | 160.010     | 191.377     | 83,6        | 46         | 40         | 6          | 3.478                     | 10      | 6         | 93        | 26         |